# La Chute de Londres
Série La Chute de
La Chute de la Maison-Blanche
(2013) La Chute du Président
(2019)
Pour plus de détails, voir Fiche technique et Distribution.
La Chute de Londres ou Assaut sur Londres au Québec (London Has Fallen) est un thriller d'action américano-britanno-bulgare réalisé par Babak Najafi et sorti en 2016.
Il s'agit du deuxième opus de la série de films La Chute de, après La Chute de la Maison-Blanche d'Antoine Fuqua sorti trois ans plus tôt.
Le film suit un complot visant à assassiner les dirigeants mondiaux du G7 alors qu'ils assistent aux funérailles du Premier ministre britannique à Londres, et les efforts de l'agent des services secrets Mike Banning pour protéger le président américain Benjamin Asher contre les terroristes. Il met en vedette Gerard Butler, Aaron Eckhart et Morgan Freeman.

## Synopsis
Les services de renseignement du Groupe des huit traquent le trafiquant d'armes et terroriste pakistanais, Aamir Barkawi (Alon Abutbul). L'unité militaire contrôlant des drones d'attaque reçoit l'autorisation de tuer Barkawi avec un missile alors qu'il fête le mariage de sa fille en compagnie de ses deux fils.
Deux ans plus tard, le Premier ministre du Royaume-Uni James Wilson meurt subitement. Les dirigeants du monde entier sont priés de se rendre à ses funérailles à Londres, toutes affaires cessantes. La directrice du Secret Service américain, Lynne Jacobs (Angela Bassett), assigne l'agent Mike Banning (Gerard Butler) comme chef de l'unité de protection rapprochée du président des États-Unis Benjamin Asher (Aaron Eckhart), même si la femme de l'agent, Leah (Radha Mitchell), va donner naissance à leur fille dans quelques semaines. Le président et son cortège débarquent d'Air Force One quelques heures plus tard à l'aéroport de Londres-Stansted, puis se dirigent vers les lieux des funérailles à bord de Marine One.
Dès que Cadillac One dépose le Président à la cathédrale Saint-Paul de Londres, une attaque terroriste de grande envergure tue le président de la République française, la chancelière fédérale allemande, le président du Conseil des ministres italien, le Premier ministre canadien et le Premier ministre japonais, détruisant également plusieurs immeubles au centre-ville de Londres. Les terroristes, portent des uniformes de policiers, d'hommes de la Queen's Guard et d'autres corps de protection. L'escorte du Président américain s'enfuit des lieux au prix de lourdes pertes, puis élimine plusieurs poursuivants. Quelques minutes plus tard, Banning, Jacobs et  Asher embarquent à bord de Marine One. Toutefois, ils sont la cible de missiles Stinger, trop nombreux pour que l'hélicoptère leur échappe. Le Président et Banning survivent au crash de l'hélicoptère, s'enfuient dans les quartiers de Londres, puis se cachent dans une station du métro de Londres.
À Washington, D.C., le vice-président Allan Trumbull (Morgan Freeman) échange avec différents services pour retrouver le Président. Il reçoit un appel de Barkawi, encore vivant, qui revendique la responsabilité des attentats de Londres. Il exige le retrait des forces armées occidentales de plusieurs pays, sinon il promet de retrouver le Président et de filmer sa décapitation pour la diffuser dans le monde entier. Trumbull ordonne de rechercher les endroits où Barkawi aurait pu opérer dans les deux dernières années et de trouver des liens avec ses activités passées. Pour sa part, le chef de du Metropolitan Police Service, ne pouvant plus observer la ville par les caméras de surveillance à la suite des attentats, décide de rappeler tous les policiers et d'autoriser l'armée britannique à patrouiller Londres à la recherche des terroristes qui posent en tant qu'agents.
Après avoir transmis un message au drone qui surveille continuellement le Président, Banning amène Asher à une maison protégée du MI6, où Jacquelin Marshall (Charlotte Riley), agent de cette organisation, les informe des derniers développements. Elle mentionne avoir entendu un message inhabituel et demande à Banning de l'écouter : il apprend qu'une unité de la Delta Force est en route pour amener le Président dans un lieu sécurisé. Quelques minutes plus tard, les trois voient un contingent armé arriver à proximité, mais Banning soupçonne une imposture, ce qui est confirmé lorsque les hommes armés font irruption dans la maison ; tous les agresseurs morts, Banning et Asher s'enfuient à bord d'un véhicule à l'épreuve des balles.
En route vers l'ambassade américaine, le Président est capturé. Quelques instants plus tard, Banning est rejoint par la véritable  unité Delta Force. De son côté Marshall parvient à rétablir les communications avec les caméras de surveillance. Trumbull apprend l'existence d'un bâtiment en plein Londres qui consomme une quantité élevée d'électricité, alors qu'il est abandonné. Il informe le chef des forces policières de Londres, lequel « suggère » d'envoyer une unité des SAS faire une « visite ».
Informés du lieu probable de détention du Président, Banning et l'unité des SAS se dirigent vers le site, mais doivent affronter beaucoup de terroristes dans les rues. Parvenus au bâtiment prétendument abandonné, ils font face à beaucoup d'hommes armés. Profitant du soutien des militaires, Banning s'introduit dans le bâtiment et rejoint le Président quelques secondes avant qu'il ne soit décapité. Après un combat avec l'un des fils de Barkawi, Kamran (Waleed Zuaiter), il doit protéger le Président d'une grenade. Kamran en profite pour s'échapper et rameuter les terroristes sur place.
Après plusieurs combats, Banning exige du chef de l'unité SAS de faire sauter le bâtiment, le Président et Banning échappant de justesse à la mort. L'unité les retrouve vivants dans le bâtiment en ruines. De son côté, Marshall confronte le chef du MI5 sur sa collaboration avec Barkawi. Elle le tue lorsqu'il tente de s'emparer d'un pistolet. Plus tard, Trumbull appelle Barkawi et lui de dit de « jeter un œil dehors ». Le bâtiment de Barkawi est détruit par un missile. Deux semaines plus tard, Banning est à la maison et rédige une lettre de démission, mais ne donne pas suite.

## Fiche technique
- Titre original : London Has Fallen
- Titre français : La Chute de Londres
- Titre québécois : Assaut sur Londres[1]
- Réalisation : Babak Najafi
- Scénario : Creighton Rothenberger, Katrin Benedikt, Christian Gudegast et Chad St. John, d'après une histoire et les personnages créés par Katrin Benedikt et Creighton Rothenberger
- Musique : Trevor Morris
- Direction artistique : Caroline Barclay, Nick Dent, Rebecca Milton, Ivan Ranghelov, Kes Bonnet, Bill Crutcher, Robyn Paiba et Aradhana Seth
- Décors : Joel Collins
- Costumes : Stephanie Collie
- Photographie : Ed Wild
- Son : Chris David, Stuart Hilliker, Lee Walpole, Vladimir Kaloyanov
- Montage : Michael J. Duthie et Paul Martin Smith
- Production : Gerard Butler, Mark Gill, Danny Lerner, Matthew O'Toole, Alan Siegel, John Thompson, Les Weldon et Danny Lerner[2]

Production exécutive (Bulgarie) : Valentin Dimitrov et Veselin Karadjov
Production exécutive (Inde) : Dileep Singh Rathore
Production déléguée : Avi Lerner, Guy Avshalom, Boaz Davidson, Zygi Kamasa, Heidi Jo Markel, Christine Otal, Trevor Short et Peter Schlessel
Producteur associé : Daniel Kaslow
Coproduction : Peter Heslop et Danielle Robinson
Coproduction déléguée : Lonnie Ramati
- Sociétés de production[3] :
  - États-Unis : G-BASE, LHF Film et Focus Features[2] avec la participation de Millennium Films
  - Royaume-Uni : Gramercy Pictures
  - Bulgarie : Nu Boyana Film Studios
- Sociétés de distribution :
  - États-Unis : Focus Features
  - Royaume-Uni : Lionsgate UK
  - Bulgarie : bTV Studios
  - France : SND
  - Canada : VVS Films
  - Belgique : Entertainment One, Starway Film Distribution
  - Suisse : Impuls Pictures
- Budget : 60 millions de $[4],[5]
- Pays d'origine :  États-Unis,  Royaume-Uni,  Bulgarie
- Langues originales : anglais, italien, français, japonais
- Format[6] : couleur - D-Cinema - 2,39:1 (Cinémascope) - son Dolby Digital | DTS (DTS: X)
- Genre : action, thriller
- Durée : 99 minutes
- Dates de sortie[7] :
  - France, Belgique : 2 mars 2016
  - Royaume-Uni : 3 mars 2016
  - États-Unis, Bulgarie, Québec : 4 mars 2016[1],[8]
- Classification[9] :
  -  États-Unis : Interdit aux moins de 17 ans (certificat #49180) (R – Restricted) [Note 1].
  -  Royaume-Uni : Interdit aux moins de 15 ans (15 - Suitable only for 15 years and over)[10].
  -  Bulgarie : n/a
  -  France : Interdit aux moins de 12 ans avec avertissement (visa d'exploitation no 143011 délivré le 26 février 2016)[11],[12],[Note 2].
  -  Québec : 13 ans et plus (13+ / 13 years and over)[1].
  -  Suisse : Interdit aux moins de 16 ans[13].

## Distribution
- Gerard Butler (VF : Boris Rehlinger ; VQ : Louis-Philippe Dandenault) : Mike Banning, agent du United States Secret Service
- Aaron Eckhart (VF : Constantin Pappas ; VQ : Pierre Auger) : Benjamin « Ben » Asher, président des États-Unis
- Morgan Freeman (VF : Benoît Allemane ; VQ : Guy Nadon) : Allan Trumbull, vice-président des États-Unis
- Alon Abutbul (VF : Paul Borne ; VQ : Tristan Harvey) : Aamir Barkawi, trafiquant d'armes et chef terroriste
- Angela Bassett (VF : Maïk Darah ; VQ : Claudine Chatel) : Lynne Jacobs, directrice du United States Secret Service
- Robert Forster (VF : Frédéric Cerdal ; VQ : Marc Bellier) : le général Edward Clegg, chef d'État-major des armées des États-Unis
- Jackie Earle Haley (VF : Vincent Violette ; VQ : Éric Gaudry) : DC Mason, chef de cabinet adjoint de la Maison-Blanche
- Melissa Leo (VF : Danièle Douet ; VQ : Chantal Baril) : Ruth McMillan, secrétaire à la Défense des États-Unis
- Radha Mitchell (VF : Rafaèle Moutier ; VQ : Camille Cyr-Desmarais) : Leah Banning, épouse de Mike
- Sean O'Bryan (en) (VF : Thierry Kazazian ; VQ : Antoine Durand) : Ray Monroe, directeur adjoint de la NSA
- Waleed Zuaiter (VF : Serge Faliu ; VQ : Frédéric Desager) : Kamran Barkawi, fils d'Aamir et coordonnateur de l'attaque sur Londres
- Charlotte Riley (VF : Olivia Luccioni ; VQ : Rose-Maïté Erkoreka) : Jacquelin « Jackie » Marshall, agent du MI-6
- Colin Salmon (VF : Jean-Louis Faure ; VQ : Patrick Chouinard) : Kevin Hazard, officier supérieur du Metropolitan Police Service
- Bryan Larkin (VF : Jérémie Covillault ; VQ : Alexis Lefebvre) : lieutenant Will Davis,SAS
- Patrick Kennedy (VF : Stéphane Ronchewski ; VQ : Renaud Paradis) : John Lancaster, chef du MI-5
- Adel Bencherif : Raza Mansoor
- Mehdi Dehbi (VF : Thibaut Lacour ; VQ : Louis-Philippe Berthiaume) : Sultan Mansoor
- Deborah Grant (en) : Doris, la mère de Leah
- Clarkson Guy Williams : le Premier ministre britannique Leighton Clarkson
- Penny Downie : la secrétaire d'État à l'Intérieur Rose Kenter
- Philip Delancy : le président français Jacques Mainard
- Alex Giannini (en) : le président du Conseil italien Antonio Gusto
- Nancy Baldwin : la chancelière allemande Agnes Bruckner
- Nigel Whitmey : le Premier ministre canadien Robert Bowman
- Tsuwayuki Saotome : le Premier ministre japonais Tsutomu Nakushima

 Source et légende : version française (VF) sur RS Doublage et selon le carton du doublage français, version québécoise (VQ) sur Doublage Québec

## Production

### Développement
Le 29 octobre 2013, après le succès remporté par le premier volet, une suite intitulée London Has Fallen est annoncée. Gerard Butler, Morgan Freeman, Aaron Eckhart, Angela Bassett et Radha Mitchell reprendront leurs rôles respectifs. Le 1er mai 2014, il est annoncé que Focus Features a acquis les droits de distribution de la suite et que celle-ci sortira le 2 octobre 2015. Le 18 août 2014, Fredrik Bond, réalisateur de Charlie Countryman, est annoncé à la réalisation, mais Bond quitte le film un mois plus tard pour différences créatives, seulement six semaines avant le début du tournage. Finalement, quatorze jours plus tard, Babak Najafi est annoncé à la réalisation.

### Tournage
Le tournage du film débute le 24 octobre 2014, à Londres. Il commença avec Morgan Freeman, Aaron Eckhart, Angela Bassett et Melissa Leo sur une durée de quatre semaines avant d'effectuer une pause de Noël. Gerard Butler n'y participa pas, étant occupé sur le tournage de Geostorm. Sa présence est annoncée pour février 2015 pour la reprise du tournage. Finalement, le tournage recommença en mars 2015.
Le film présente plusieurs sites de Londres comme lieux de l'action, comme la cathédrale Saint-Paul, l'abbaye de Westminster, le palais de Buckingham, la station de métro Charing Cross ou encore l'aéroport de Londres-Stansted.

### Bande originale
Albums de Trevor Morris
La Chute de la Maison-Blanche
(2013)
En avril 2015, Trevor Morris signe pour composer la bande originale du film, après avoir déjà composé celle du premier volet. Elle est sortie le 4 mars 2016 en téléchargement et CD.
| 1.          | London Has Fallen               | 1:59  |
| 2.          | Spotting Barkawi                | 2:26  |
| 3.          | Bourbon and Poor Choices        | 1:19  |
| 4.          | Nursery                         | 0:50  |
| 5.          | Scotland Yard                   | 0:58  |
| 6.          | President Arrives in the UK     | 0:51  |
| 7.          | Motorcade / Marine One Lands    | 1:46  |
| 8.          | London Attacked                 | 4:55  |
| 9.          | London Goes Dark                | 1:50  |
| 10.         | Marine One Crash                | 3:22  |
| 11.         | Jacobs' Death                   | 1:43  |
| 12.         | Not Much of a Talker            | 1:58  |
| 13.         | How Bad Is It?                  | 1:04  |
| 14.         | I'm Not Going to Die on YouTube | 0:50  |
| 15.         | Don't Jinx Me                   | 4:06  |
| 16.         | Right Under Our Noses           | 3:52  |
| 17.         | Rescuing Asher                  | 12:31 |
| 18.         | Hand Fight and Hand Grenade     | 2:01  |
| 19.         | Let's Get Outta Here            | 1:42  |
| 20.         | I Hate Funerals                 | 1:19  |
| 21.         | Traitor                         | 2:13  |
| 22.         | Reciprocity                     | 1:46  |
| 23.         | Resignation Letter              | 0:52  |
| 24.         | End Titles / Credits            | 1:26  |
| 57 min 39 s |                                 |       |

## Sortie et accueil

### Promotion
Quelques jours après l'annonce du film, lors de l'American Film Market de 2013 à Santa Monica, l'affiche du film est dévoilée. Le teaser trailer fut publié le 1er juillet 2015. Le moment choisi pour la sortie de celui-ci fut critiqué pour être « insensible » par le président du Tavistock Square Memorial Trust, Philip Nelson, car il coïncidait avec la semaine du 10e anniversaire des attentats de Londres du 7 juillet 2005, dans lequel 52 personnes ont été tuées, ainsi que l'attentat de Sousse dans lequel 30 ressortissants britanniques ont été tués. La première bande-annonce fut diffusée le 5 novembre 2015.

### Date de sortie
La sortie de La Chute de Londres était initialement prévue pour le 2 octobre 2015. Cependant, le 12 juin 2015, il est annoncé que la date de sortie du film est déplacée au 22 janvier 2016 afin d'éviter la concurrence avec Seul sur Mars de Ridley Scott qui a échangé sa date de sortie d'origine du 25 novembre 2015 avec celle de Docteur Frankenstein de Paul McGuigan du 2 octobre 2015 deux jours avant,. Le 16 septembre 2015, la sortie du film est de nouveau déplacée au 4 mars 2016, les studios ayant besoin de plus de temps pour terminer les effets spéciaux du film.

### Accueil critique
Sur le site Rotten Tomatoes, le film obtient un score de 27 % pour un total de 195 critiques et une note moyenne de 3,8⁄10. Sur Metacritic, le film obtient un score de 28⁄100 sur la base de 35 critiques, indiquant des avis généralement défavorables.
L'accueil en France est plus positif, le site Allociné propose une note moyenne de 3,2⁄5 à partir de l'interprétation de critiques provenant de 6 titres de presse.

### Box-office
Pour son premier jour d'exploitation aux États-Unis et au Canada, La Chute de Londres se place à la seconde place et rapporte 7,5 millions dans 3490 cinémas, derrière Zootopie avec 19,4 millions. Le film reste à la deuxième place avec 21,7 millions lors du premier week-end d'exploitation, un chiffre inférieur à celui du premier volet (30,4 millions), toujours derrière Zootopie qui effectue 73,7 millions. Finalement, le film a rapporté 205 754 447 $ au box-office mondial, dont 62 524 260 $ en Amérique du Nord et 143 230 187 $ à l'international. Les recettes dépassent ainsi celles du précédent opus, La Chute de la Maison-Blanche, qui étaient de 170 270 201 $.
En France, également pour son premier jour d'exploitation, le film se positionne à la troisième place du classement avec 27 911 entrées dans 204 salles, derrière Célibataire, mode d'emploi (30 212 entrées) et Saint-Amour (38 416 entrées). Dès sa première semaine, il baisse à la huitième place avec 193 923 entrées,. Au total, le film a cumulé 374 773 entrées.
| Pays ou région    | Box-office      | Date d'arrêt du box-office | Nombre de semaines |
| ----------------- | --------------- | -------------------------- | ------------------ |
| États-Unis Canada | 62 524 260 $    | 2 juin 2016                | 13                 |
| France            | 374 773 entrées | -                          | -                  |
| Total mondial     | 205 754 447 $   | -                          | -                  |

## Distinctions
Entre 2016 et 2017, La chute de Londres a été sélectionné trois fois dans diverses catégories et a remporté une récompense,.

### Récompenses
- Visionnaire international de la Fondation WIFTS 2016 (TheWIFTS Foundation International Visionary Awards) : Prix du son décerné à Jeanette Haley.

### Nominations
- Prix NAACP de l'image 2017 : Meilleure actrice dans un film pour Angela Bassett[47].
- Prix Razzie 2017 : Pire acteur pour Gerard Butler[48],[45],[46].

## Éditions en vidéo
- La Chute de Londres est sortie d'abord en digital le 31 mai 2016 puis le 14 juin 2016 en DVD et Blu-ray aux États-Unis[49] et le 2 juillet 2016 en France[50]. Les versions DVD et Blu-ray contiennent un making-of incluant des interviews et un bonus décrivant la formation approfondie de Gerard Butler et la préparation nécessaire pour interpréter un agent des services secrets[49].